# Chrześcijaństwo w Turcji
Chrześcijaństwo w Turcji – pojęcie odnoszące się do opisu i historii chrześcijan żyjących w Republice Tureckiej. W tym kraju chrześcijaństwo ma bardzo długie tradycje, zwłaszcza na terenie Anatolii, z której pochodzi wielu jego wybitnych starożytnych wyznawców (np. Tymoteusz z Efezu, Mikołaj z Miry czy Polikarp ze Smyrny) i jeden z najważniejszych apostołów, Paweł z Tarsu.

## Rys historyczny
Tereny obecnie należące do Turcji były niegdyś częścią chrześcijańskiego Cesarstwa Bizantyńskiego, a co za tym idzie większość mieszkańców tych ziem było chrześcijanami. Sytuacja zaczęła zmieniać się wraz z podbojem Azji Mniejszej przez plemiona tureckie, które wyznawały islam. Mimo osiedlenia się w Anatolii koczowników tureckich i powolnej islamizacji rdzennych mieszkańców, jeszcze na początku XX wieku żyło tu kilka milionów chrześcijan, zwłaszcza że wielu władców Imperium Osmańskiego prowadziła tolerancyjną politykę religijną. Chrześcijanie zamieszkiwali głównie morskie wybrzeża Azji Mniejszej (Grecy) i wschodnią część kraju (przede wszystkim Ormianie i Asyryjczycy). Ich liczba jednak drastycznie spadła w wyniku polityki Mustafy Kemala Paszy, który chciał uczynić Turcję krajem jednolitym etnicznie i religijnie. Większość Greków wysiedlono do Grecji (plan zakładał wysiedlenie 1,5 mln ludzi), natomiast Ormian i Asyryjczyków poddano eksterminacji. Szacuje się, że w wyniku ludobójstwa prowadzonego przez Turków zginęło ok. 1,5 mln. Ormian i ok. 500 000 Asyryjczyków. Wielu z tych, którzy przeżyli, wyemigrowało na zachód albo do krajów sąsiednich. Migracje trwają do dziś.

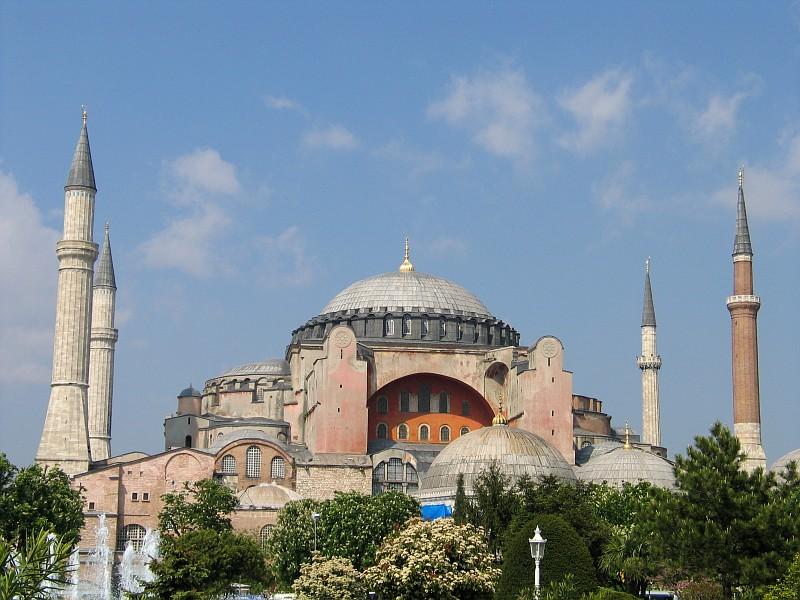
Świątynia Mądrości Bożej w Stambule

## Ślady z przeszłości
Mimo iż 99% ludności wyznaje islam to ślady obecności chrześcijaństwa widać w wielu miejscach. W Konstantynopolu (Stambuł) i Antiochii znajdują się dwa z pięciu starożytnych patriarchatów chrześcijańskich. W Antiochii mieszka jedna z najstarszych wspólnot chrześcijańskich, ustanowiona przez samego Świętego Piotra Apostoła. Znajduje się tam także wiele bardzo starych kościołów. Hagia Sophia (Świątynia Mądrości Bożej), zanim została przekształcona w meczet, była największą świątynią chrześcijańską na świecie.
Na terenie Turcji znajduje się także wiele ważnych dla chrześcijan miejsc. Wspólnoty chrześcijańskie w Efezie, Smyrnie, Pergamonie, Tiatyrze, Sardes, Filadelfii i Laodycei to Siedem Kościołów Azjatyckich, o których wspomina Święty Jan w Apokalipsie. Ten właśnie święty wraz z Marią, po wniebowstąpieniu Chrystusa, zamieszkali w małym domku w Efezie. Budynek ten zwany dzisiaj Domem Marii Dziewicy, jest miejscem pielgrzymek chrześcijan z całego świata. Jaskinia Siedmiu Śpiących również znajduje się w Efezie.
Wszystkie siedem soborów powszechnych, uznawanych zarówno przez kościół katolicki, jak i prawosławny, odbyło się na terenie dzisiejszej Turcji.

## Liczebność
W Turcji żyje około 45 tys. wyznawców Apostolskiego Kościoła Ormiańskiego, 30 tys. wyznawców Patriarchatu Konstantynopolitańskiego, 15 tys. wyznawców Syryjskiego Kościoła Ortodoksyjnego, 5,7 tys. świadków Jehowy, 5 tys. katolików, 3 tys. protestantów, mniejsze społeczności chrześcijańskich Bułgarów, Chaldejczyków, Nestorianów i Gruzinów wraz z Anglikanami i Luteranami.

## Wolność wyznania
Turcja oficjalnie zapewnia chrześcijanom wolność wyznania, a Ormianom i Grekom, jako uznawanym przez rząd mniejszościom, prowadzenie własnego szkolnictwa. Przyjęcie wiary chrześcijańskiej przez muzułmanina jest dozwolone prawnie, co jest bardzo rzadkie w krajach muzułmańskich. Odbiór społeczny osób które dokonały konwersji jest jednak zdecydowanie negatywny, podobnie jak stosunek do prawnie ustanowionego pluralizmu religijnego.
O ile prawo nie dyskryminuje chrześcijan, o tyle spotykają się oni czasami z dyskryminacją ze strony reszty społeczeństwa i innymi przejawami niechęci, nie wyłączając aktów przemocy, a nawet zabójstw (morderstwo trzech pracowników firmy drukującej Biblię czy śmierć ormiańskiego dziennikarza Hranta Dinka). Wypowiedzi godzące w chrześcijan pojawiają się nawet w środowiskach władzy i w wiodących mediach - na przykład minister Mehmet Aydin mówił o chrześcijańskich misjonarzach jako „separatystach” mających destruktywny wpływ na państwo.